# Titularbistum Ressiana
Ressiana ist ein Titularbistum der römisch-katholischen Kirche.
Die in Nordafrika gelegene Stadt war ein alter römischer Bischofssitz, der im 7. Jahrhundert mit der islamischen Expansion unterging. Er lag in der römischen Provinz Numidien.
| Titularbischöfe von Ressiana |                                                                      | |                   |                   |
| Nr.                          | Name                                                                 | Amt | von               | bis               |
| 1                            | Tommaso Bichi                                                        | Weihbischof in Oristano (Königreich Italien)                                                                | 16. Dezember 1880 | 1901              |
| 2                            | Adalbert Boros seit dem 14. März 1990 Titularerzbischof pro hac vice | Dompropst des Bistums Timișoara und Rektor des Priesterseminars Timișoara (Volksrepublik Rumänien/Rumänien) | November 1948     | 6. Juni 2003      |
| 3                            | John Michael Quinn                                                   | Weihbischof in Detroit (USA)                                                                                | 7. Juli 2003      | 15. Oktober 2008  |
| 4                            | Jean-Pierre Batut                                                    | Weihbischof in Lyon (Frankreich)                                                                            | 28. November 2008 | 22. November 2014 |
| 5                            | Franc Šuštar                                                         | Weihbischof in Ljubljana (Slowenien)                                                                        | 7. Februar 2015   |                   |